# La Battaglia del Cile: L'insurrezione della borghesia
La Battaglia del Cile: L'insurrezione della borghesia (La batalla de Chile: La lucha de un pueblo sin armas - Primera parte: La insurreción de la burguesía) è un documentario del 1975 diretto da Patricio Guzmán.